# Óscar Cruz
Óscar José Cruz González (Montevideo, 4 aprile 2002) è un calciatore uruguaiano, attaccante del Peñarol.

## Carriera
Cresciuto nel vivaio del Peñarol, esordisce in prima squadra il 4 febbraio 2023 in campionato contro il Cerro. Il 17 agosto 2023 viene ceduto in prestito al Fénix con cui esordisce il 29 ottobre in coppa nazionale contro il Tacuarembó.

## Statistiche

### Presenze e reti nei club
Statistiche aggiornate al 25 luglio 2024.
| Stagione        | Squadra            | Campionato      | Campionato | Campionato | Coppe nazionali | Coppe nazionali | Coppe nazionali | Coppe continentali | Coppe continentali | Coppe continentali | Altre coppe | Altre coppe | Altre coppe | Totale | Totale |
| Stagione        | Squadra            | Comp            | Pres       | Reti       | Comp            | Pres            | Reti            | Comp               | Pres               | Reti               | Comp        | Pres        | Reti        | Pres   | Reti   |
| --------------- | ------------------ | --------------- | ---------- | ---------- | --------------- | --------------- | --------------- | ------------------ | ------------------ | ------------------ | ----------- | ----------- | ----------- | ------ | ------ |
| feb.-ago. 2023  | Peñarol            | PD              | 6          | 0          | CU              | -               | -               | CS                 | 1                  | 0                  |             | -           | -           | 7      | 0      |
| ago.-dic. 2023  | Fénix              | PD              | 3          | 0          | CU              | 1               | 0               |                    | -                  | -                  |             | -           | -           | 3      | 0      |
| mar.-lug. 2024  | Fénix              | PD              | 1          | 0          |                 | -               | -               |                    | -                  | -                  |             | -           | -           | 1      | 0      |
| Totale Fénix    | Totale Fénix       | Totale Fénix    | 4          | 0          |                 | 1               | 0               |                    | 0                  | 0                  |             | -           | -           | 5      | 0      |
| lug.-dic. 2024  | Uruguay Montevideo | SD              | 10         | 2          |                 | -               | -               |                    | -                  | -                  |             | -           | -           | 10     | 2      |
| Totale carriera | Totale carriera    | Totale carriera | 20         | 2          |                 | 1               | 0               |                    | 1                  | 0                  |             | -           | -           | 22     | 2      |

## Palmarès

### Club

#### Competizioni giovanili
- Coppa Libertadores Under-20: 1

Peñarol: 2022